# た行
是指在日語五十音圖中的第四行。中有三個的假名發音清齒齦塞音/t/為首，包括、三個假名。另有以清齒齦塞擦音/t͡s/為首的，以及顎化為清齦顎塞擦音/t͡ɕ/為首的。此行有全濁音，發音以濁齒齦塞音/d/為首，包含、等三個假名。另有以濁齒齦塞擦音/d͡z/為首的假名，以及顎化為濁齦顎塞擦音/d͡ʑ/為首的。
 -  -  -  -  -  -  -  -  - -  -  -  -  - 